# Horche
Horche é um município da Espanha na província de Guadalajara, comunidade autónoma de Castilla-La Mancha, de área 44 km² com população de 1945 habitantes (2004) e densidade populacional de 40,42 hab/km².

## Demografia
| Variação demográfica do município entre 1991 e 2004 | Variação demográfica do município entre 1991 e 2004 | Variação demográfica do município entre 1991 e 2004 | Variação demográfica do município entre 1991 e 2004 |
| --------------------------------------------------- | --------------------------------------------------- | --------------------------------------------------- | --------------------------------------------------- |
| 1991                                                | 1996                                                | 2001                                                | 2004                                                |
| 1071                                                | 1375                                                | 1604                                                | 1775                                                |